# 马克西米利安·约瑟夫·莫尔
马克西米利安·约瑟夫·莫尔（德語：Maximilian Joseph Moll；1813年10月14日—1849年6月16日）是德意志工人运动领袖和早期社会主义活動家。马克西米利安·约瑟夫·莫尔認識卡尔·马克思，而且是共产主义者同盟创建者之一。
马克西米利安·约瑟夫·莫尔生于工业城市科伦。当过钟表匠。早年参加德意志邦聯境內的秘密组织，在瑞士参加反对德国专制制度的秘密革命团体“青年德意志”，开始投入政治斗争。1836年在巴黎加入“正义者同盟”。后來流亡英国。1840年参加创立“伦敦德国工人教育协会”。1847年与马克思、恩格斯参加改组“正义者同盟”的工作，被选为“共产主义者同盟”中央委员会委员。1848年欧洲革命，法国二月革命爆发后来到巴黎，被选为“共产主义者同盟”新中央委员会的成员，并根据“同盟”的决定，担任“德国工人俱乐部”的委员兼会计，在侨居巴黎的德国工人中宣传马克思关于德国革命的纲领策略。同年德国三月革命爆发后回到德意志邦聯，宣傳马克思主义，担任科伦工人联合会的委员、主席，执行马克思对德国革命的主张。結果又被遭普鲁士王國通缉，之後又流亡伦敦，結果不久又回到德意志邦聯參加德意志1848年革命。1849年参加维利希领导的志愿队，6月29日，马克西米利安·约瑟夫·莫尔在牟尔克河战斗中被殺。